# Ahnenkult

Eine Māori-Ahnentafel (Poupou) aus Neuseeland, einziges erhaltenes Objekt einer Südseereise von James Cook (Ethnologische Sammlung der Universität Tübingen)

Ahnenkult oder Ahnenverehrung, auch Manismus genannt (von lateinisch manes „Geister der Verstorbenen“), ist ein Kult, bei dem tote Vorfahren (Ahnen) – genauer: ihre vermeintlich weiterbestehenden Geister – mit bestimmten Ritualen verehrt werden. Die Ahnen stehen entweder in direkter familiärer Linie oder waren Gründer oder Oberhaupt der Gruppe, der die Verehrenden angehören. Fast immer wird der Ahnenkult in Verbindung mit einer Opfergabe durchgeführt, beispielsweise einem Trank-, Speise-, Brand- oder Kleidungsopfer; in manchen Kulturen konnten auch Menschenopfer dazu gehören.
Der Ahnenkult ist weltweit verbreitet, vor allem bei sesshaften und Feldbau treibenden Völkern aufgrund ihrer engen Bindungen an den Kreislauf von Leben und Tod. Deutlich seltener findet er sich bei Jägern und Sammlern. Er ist vor allem Teil des chinesischen Volksglaubens (im Besonderen des Konfuzianismus) und der japanischen Shintō-Kultur und spielt eine wesentliche Rolle in den afrikanischen und afroamerikanischen Religionen (z. B. Voodoo), den ethnischen Religionen Indonesiens und in den polynesischen Religionen sowie im Hinduismus. Auch die römische und die germanischen Religionen, sowie die Heiligenverehrung in der katholischen Kirche und im Islam sind von der Ahnenverehrung geprägt. Je nach Zeitalter und Kultur lassen sich mehr oder weniger unmittelbare Praktiken des Ahnenkults feststellen; dazu gehört auch die heute übliche Blumengabe an Grabstätten.
Im Ahnenkult werden die Geister der Toten – die Heil oder Unheil bringen können – mit zur Verwandtschaftsgruppe (Kindred) der lebenden Mitglieder gerechnet. Entsprechende Zeremonien sollen das Gefühl verstärken, dass die Ahnen mit und bei ihren Nachkommen leben (siehe Wir-Gefühl). Viele Religionen kennen Möglichkeiten, verehrte Ahnen symbolisch sichtbar zu machen, vor allem mit Ahnenfiguren, Ahnenmasken oder Gedenksteinen (siehe Menhiren). Die Opfergabe für die Ahnen wird als eine regelmäßige Verpflichtung gesehen, um die Verbindung aufrechtzuerhalten. Die kultischen Zeremonien übertragen meist das diesseitige soziale Verhalten gegenüber den lebenden Ältesten auf die Ahnen, oft in Verbindung mit der Vorstellung, die Jenseitswelt sei die Fortsetzung oder die Spiegelung des Diesseits.
In Abgrenzung zum Totenkult – in dem man in der Regel die Rückkehr der Ahnen verhindern will – werden beim Ahnenkult auch Vorfahren verehrt, die bereits seit langem tot sind, insbesondere die Gründerin oder den Gründer einer Abstammungsgruppe (Lineage) oder eines ganzen Familienzweiges. Darüber hinausgehend verehren große Familienverbände auch mythische Ahnen, die als Gründer beispielsweise eines Clans gelten (siehe mythische Stammmütter).
Es wird angenommen, dass der häufig anzutreffende Glauben an ein Leben nach dem Tod sowie die Stärkung des Wir-Gefühls über den Tod hinaus die Ahnenverehrung hervorgebracht hat.
Im 19. Jahrhundert hielten Forscher (wie etwa der Anthropologe Edward B. Tylor) den Manismus für den Ursprung der Religion. Diese Ansicht ist heute überholt. Demgegenüber hat etwa Jack Herbert Driberg 1936 der Ahnenverehrung jeglichen religiösen Bezug abgesprochen.

## Beispiele aus der Frühzeit
Die Bestattung im Wohnbereich ist insbesondere in protourbanen Großsiedlungen kein sicheres Indiz für einen Ahnenkult, da auch andere Beweggründe angenommen werden und der Ahnenkult primär den segmentären Gesellschaften der Wildbeuter zuzuordnen ist.
In der vorkeramischen Neusteinzeit wurden in (jungsteinzeitlichen) Siedlungen der Levante wie Jericho die Schädel Verstorbener mit Gips übermodelliert und die Augen mit Muscheln imitiert. Die lebenden Vorbildern nachempfundenen Schädel wurden in bestimmten Ecken der Wohnräume aufgestellt bzw. unter dem Haus, aber auch in Höhlen vergraben (Nahal Hemar). Ein solcher übermodellierter Kinderschädel aus Köşk Höyük spricht allerdings dagegen, diese Sitte als Ahnenkult anzusprechen. Auch aus anderen Siedlungen der vorkeramischen Neusteinzeit B (PPNB) sind zahlreiche Schädel junger Erwachsener bekannt. In den frühen Schichten der neolithischen Ausgrabungsstätte Çatalhöyük (Zentraltürkei, etwa 5000 bis 2000 v. Chr.) bestatteten die Bewohner ihre Verstorbenen (oder nur Teile davon) direkt unter Plattformen, die als Schlafplätze angesehen werden.
Auf dem archäologischen Fundplatz Cladh Hallan, auf der Insel South Uist der Äußeren Hebriden, wurden Hinweise eines komplexen Ahnenkultes aus dem Übergang der Jungsteinzeit zur Bronzezeit nachgewiesen, wo Verstorbene zunächst in einem Moor konserviert, danach zum Teil über mehrere Jahrhunderte in Häusern aufgestellt und schließlich unter den Fußböden der Häuser bestattet wurden.
Dieser nächstmögliche Kontakt mit der eigenen Herkunft löste sich im Laufe der kulturellen Entwicklung immer weiter und nahm abstraktere, wesentlich aufwändigere Formen an – bis hin zu endlosen königlichen Ahnenreihen, aufgezeichnet von ägyptischen Priestern und von ihnen mit komplizierten Riten und jährlichen Feiern versehen, die große Mengen an Opfertieren und -gaben verlangten (siehe auch: Herkunftssage).
So auch die Hellenen (antike Griechen), deren Ahnenreihen von größter Wichtigkeit für den sozialen Status der Familie waren. Hier fanden ebenfalls regelmäßige Kultdienste für die Toten statt.
In der römischen Republik wurden in den vornehmen Familien Bilder der Ahnen im Atrium des Hauses aufbewahrt.
In den indianischen Kulturen von Alaska bis Mittelamerika war es üblich, die eigene Herkunft über ein bestimmtes Totem, das heißt ein heiliges Tier oder eine heilige Pflanze zu definieren, man konnte beispielsweise vom „großen Adler“ abstammen. Hier wird der Ahnenkult auf nicht-menschliche, mythische Vorfahren ausgeweitet.

## Ahnenkulte in verschiedenen Kulturen

### Afrika
In Subsahara-Afrika besteht eine lange Tradition, die Ahnen in das spirituelle Gemeinschaftsleben miteinzubeziehen. Diese Ahnenverehrung hat mindestens so viele Ausprägungen wie es afrikanische Ethnien gibt, sodass wenig allgemeingültige Aussagen möglich sind. Dort, wo Christentum oder Islam Wurzeln gefasst haben, unternehmen Gläubige oft den Versuch, die althergebrachte Ahnenverehrung in den angenommenen Glauben zu integrieren, damit sie nicht durch den neueren Glauben von ihren Ahnen abgeschnitten werden. Es werden unterschiedliche synkretistische Ansätze verfolgt, die zur Veränderung beider Kultpraktiken führen. Dieser Volksglaube wird teilweise geduldet, andernorts auch als Häresie bekämpft.

### Asien

#### Ostasien
In Ostasien ist und war die familiäre rituelle Ahnenverehrung Hauptbestandteil der verschiedenen Volksreligionen (Chinesischer Volksglaube, Shintō, Bön, Altaischer Animismus, Tengrismus, Muismus, …) und ein fest integrierter Teil des Alltags. In älteren Zeiten gab es (und gibt es oft noch heute) einen Hausaltar, um die Ahnen zu verehren, und bis heute wird ein Totengedenk-Fest gefeiert (in China: Qingming-Fest (qingming jie 清明節), in Japan: Obon, …). Die Ahnenverehrung hat eine lange Geschichte und Tradition, die einen großen Einfluss auf die gesamte ostasiatische Gesellschaft hatte.
Die institutionelle chinesische Tradition beginnt ab der Shang-Periode (etwa 1600–1045 v. Chr.), die nach der ersten zeitgenössisch verbürgten Dynastie in China benannt ist. Zu dieser Zeit wurde die Gesellschaft als ein Bündnis der Verstorbenen und der Lebenden betrachtet, deswegen war Ahnenverehrung ein natürlicher Teil des alltäglichen Lebens. Einerseits war Di 帝 für die Menschen der Shang-Zeit gleichzeitig ein Ahne des Shang-Herrschers und die Hauptgottheit; andererseits wurden aber auch Naturgeister verehrt. Ihnen und den Seelen der Ahnen wurden Opfergaben dargebracht, die in harmonischer Verbindung zueinander standen. Informationen über die Shang-Periode erhält die Wissenschaft durch Texte auf erhalten gebliebenen, sogenannten Orakelknochen. Diese Texte erzählen von Ahnenverehrung durch Adelsfamilien und Herrscher. Während dieser Periode hatten Ahnenverehrung und Ahnenopfer eine wichtige Funktion, um die Gesellschaftsordnung zu wahren und die Macht des Herrschers zu legitimieren. Außerdem haben die Menschen die Verstorbenen um Rat und Schutz gebeten. Am Ende der Shang-Periode, wurden die Rituale auch mit Hilfe von zeremoniellen Bronzegefäßen, in die Inschriften mit eingegossen wurden, durchgeführt. Außerdem wurden die Gefäße für die Opferspeisen der Ahnen benutzt.
Während der Zhou-Periode (etwa 1045–256 v. Chr.) war die Ahnenverehrung weiterhin ein wichtiger Teil des sozialen Lebens. Opfergaben hatten eine regulierende Funktion in der Gesellschaft. Die Menschen der Zhou-Periode betrachteten Houji 后稷 als Urahnen. Zu dieser Zeit wurde Rituale der Ahnenverehrung auch mit Hilfe der ritualen Gefäße durchgeführt. Diese Rituale waren eine „Brücke“ zwischen den Welten der Lebenden und der Verstorbenen. Während der West-Zhou-Periode (etwa 1045–770 v. Chr.) wurde Ahnenverehrung in erster Linie durch lineage worship (Verehrung der eigenen Vorfahren) betrieben. Aber während der Ost-Zhou-Periode (ca. 770 – 256 v. Chr.), änderte sich diese lineage worship zu einer abstrakten Verehrung der aller Ahnen und der Naturmächte, die einen saisonalen Charakter trugen. Im Laufe der darauf folgenden chinesischen Geschichte veränderte und erweiterte sich der Ahnenkult. Der Tod wurde jetzt als eine Art Schlaf gesehen, aus dem der Mensch wieder erwachen kann. Deshalb gibt es das Ritual, die Seele des Toten herbeizurufen, dem Gegenstände des Alltags und Nahrung angeboten werden. Im Altertum glaubte man, dass die Seelen der Verstorbenen das gleiche Leben, das sie im Reich der Lebenden gelebt hatten, nach dem Tod weiterführen würden. Deswegen wurden viele Gegenstände in die Gräber gelegt, die den Verstorbenen nach dem Tod helfen sollten, dieses Leben weiterzuführen. Als ein gutes Beispiel dienen die weltberühmten Han-Gräber von Mawangdui in der Provinz Hunan, die besonders reich an Grabbeigaben waren. Während dieser Han-Periode (206 v. Chr. – 220 n. Chr.) kam der Buddhismus nach China und brachte eigene Vorstellungen des Lebens nach dem Tode mit. Buddhistische Konzeptionen der Reinkarnation und des postmortalen Lebens wurden von Chinesen übernommen und verändert und dem Ahnenkult angepasst.
In der späten Kaiser-Zeit standen die Namen der toten Ahnen auf hölzernen Tafeln in der Ahnenhalle oder auf dem Hausaltar. Ihnen wurden Opfer dargebracht und vor ihnen wurden wichtige Familienangelegenheiten (etwa Hochzeiten) entschieden. Die Hinterbliebenen konnten mit ihren Ahnen entweder durch Opfer oder durch Orakel in Verbindung treten. Diese Rituale durften nur von Männern durchgeführt werden. Deshalb ist es einer Ahnenverehrung praktizierenden Familie wichtig, dass sie einen männlichen Nachkommen hatte. Teil der Ahnenverehrung war es auch, die eigenen sowie die kaiserlichen Ahnen mit einem Namenstabu zu belegen; diese kulturelle Vorschrift wurde bis zu Beginn des 20. Jahrhunderts befolgt.

#### Sibirien und Zentralasien
Der Ahnenkult spielt vermutlich seit jeher eine wichtige Rolle im nördlichen und westlichen Asien.
In den schamanistisch und animistisch geprägten Religionen der (vorbuddhistischen) Mongolen, der Turkvölker, Tungusen sowie der vielen kleinen paläosibirischen Völker spielt der Ahnenkult eine zentrale Rolle und wird zum Teil auch heute noch praktiziert. Viele dieser Völker nahmen im Laufe der Zeit andere Religionen an, konnten aber viele Traditionen und Bräuche bewahren.
Der altaische Schamanismus baut sich auf Ahnenverehrung und Götterglaube auf, wobei selbst Verstorbene zu Göttern werden können, wenn diese dementsprechend verehrt werden.

#### Südostasien und Polynesien
Auch im südöstlichen Teil Asiens spielt der Ahnenkult eine zentrale Rolle. So haben die Austronesier viele verschiedene Rituale, um ihre Ahnen zu ehren. In Thailand existiert ein ähnliches Geisterfest wie in China oder Japan. In Vietnam, Thailand und Kambodscha haben noch heute viele Mensch einen Hausaltar. In Indonesien und Malaysia wird ein Ahnenkult teilweise neben der Staatsreligion Islam praktiziert.
In Polynesien galten die menschlichen Ahnen als eine reale und überaus wichtige Instanz, die bei jeder bedeutenden Entscheidung um ihr Einverständnis befragt wurden.

#### Indien
Im Hinduismus gilt die Ahnenverehrung den männlichen Vorfahren. Sie legt den Söhnen die Pflicht auf, direkt nach dem Tod der Verwandten (von drei bis sieben Generationen) und danach jährlich wiederkehrend Speiseopfer (Wasserspenden, Reisbällchen) darzubringen, die als neuer Leib des Ahns angesehen werden. Dadurch soll Gefahr durch den Geist des Verstorbenen abgewendet und sein Weg ins Jenseits gesichert werden.

### Weitere Beispiele
In manchen Kulturen Neuguineas wird der ursprüngliche, unmittelbare Ahnenkult heute immer noch praktiziert: Viele der Papua benutzen die Schädel ihrer Ahnen als Schlaf-Kopfstütze. Der rituelle Verzehr der Asche des Toten stellt seine ultimative Rettung vor dem Verschwinden (Vergessen) dar und sein vollständiges Aufgehen in der Gemeinschaft der Lebenden.
Aus der evangelisch-reformierten Lebensweise hat sich der Ahnenkult bis auf sporadische Besuche auf dem Friedhof verabschiedet – wenn ein „Kontakt“ mit dem Verstorbenen überhaupt gewünscht ist, findet er rein geistig, also von außen nicht bemerkbar, statt. Katholische Gläubige zünden ab und zu eine Kerze für ihre Toten an (Brandopfer). Doch darf dabei nicht übersehen werden, dass auch in Deutschland nicht wenige Familien eine unkirchliche Form der Verehrung von Vorfahren kennen, die durchaus ihre Riten hat; in Adelsfamilien lässt sich dies empirisch leichter beobachten.